# Stolperschwelle in Wermsdorf

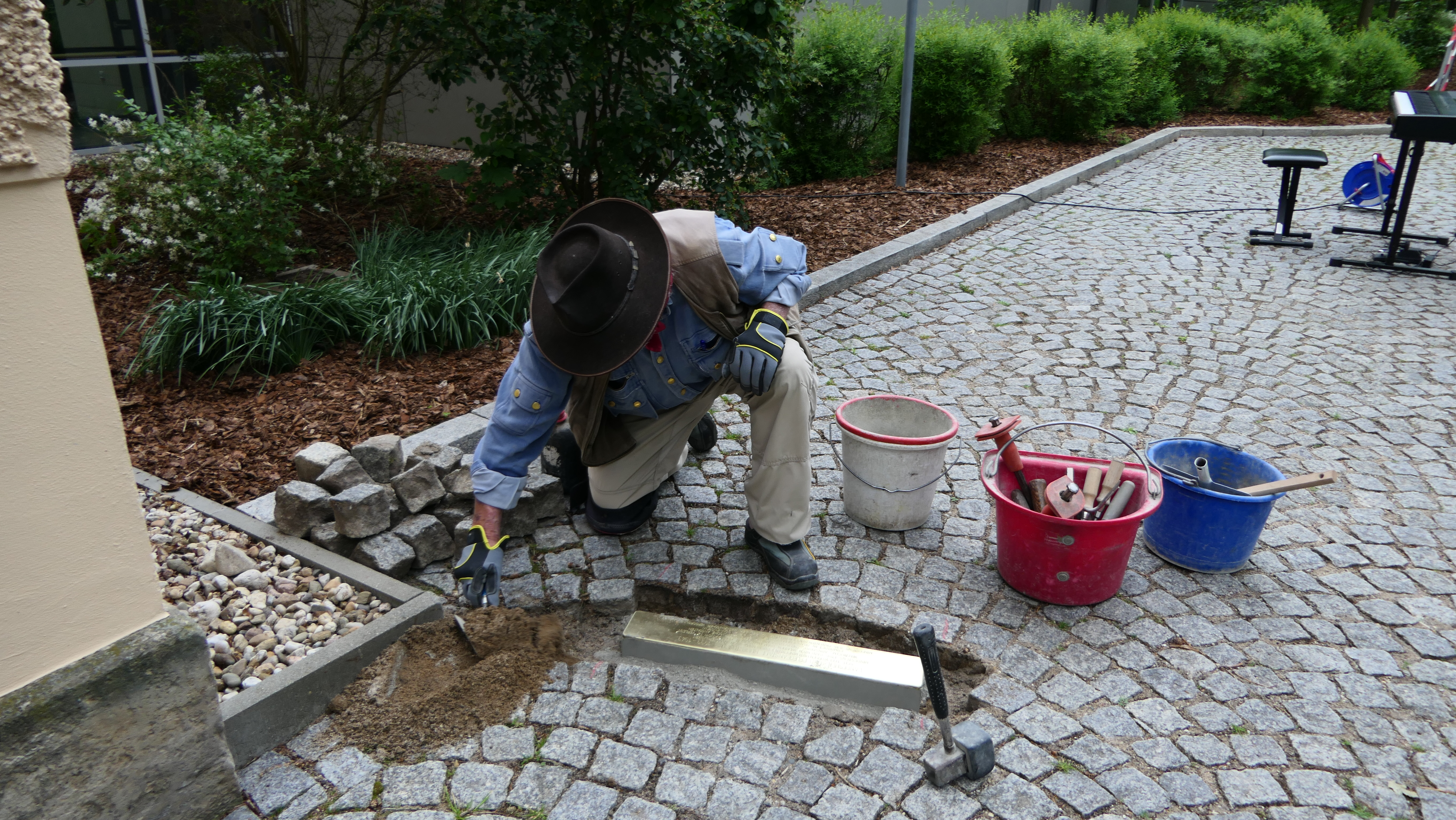
Verlegung der Stolperschwelle in Wermsdorf durch Gunter Demnig

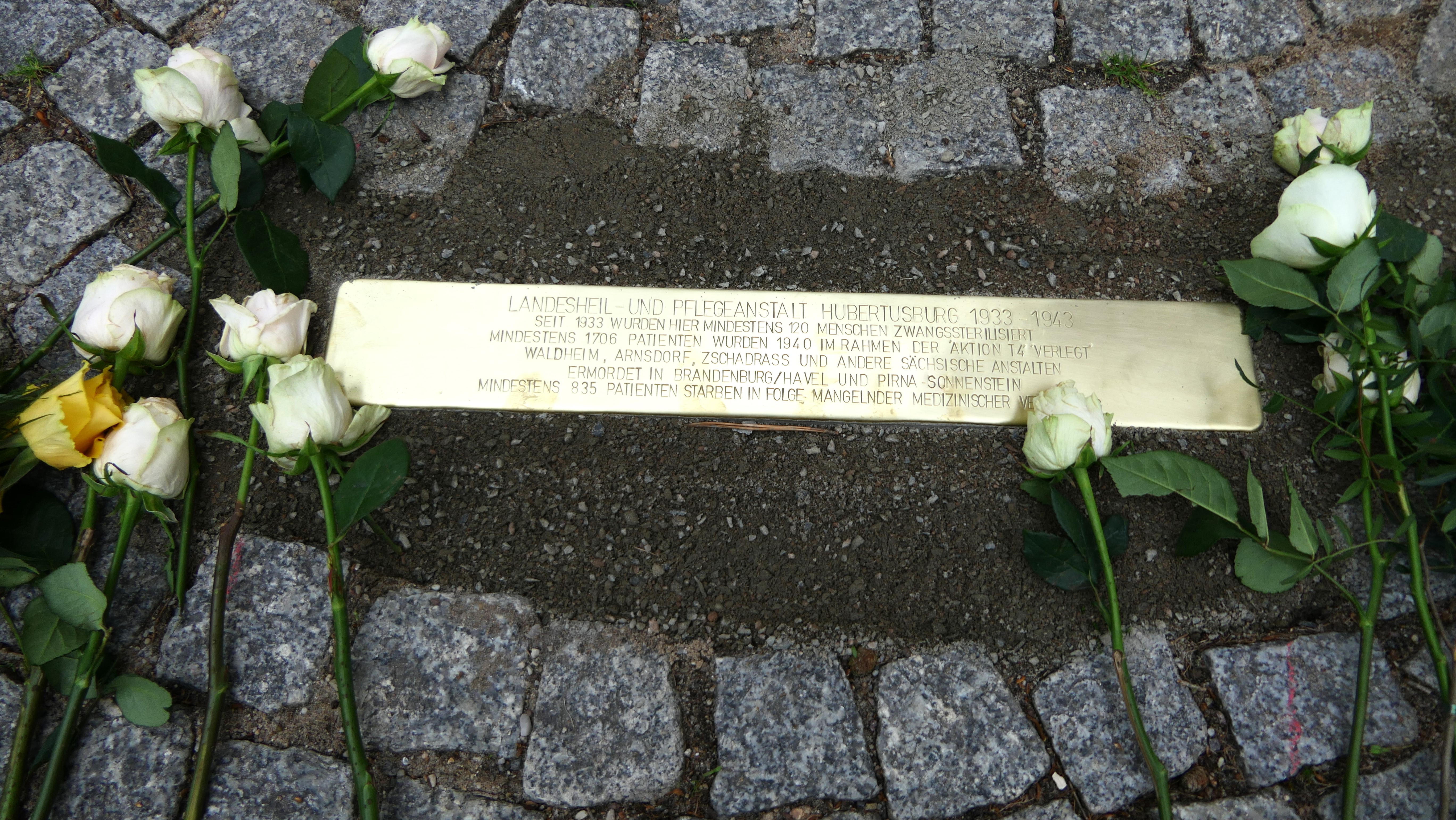
Stolperschwelle am Fachkrankenhaus Hubertusburg

Die Stolperschwelle in Wermsdorf dokumentiert die Stolperschwelle, die im Rahmen des Kunst-Projektes Stolpersteine von Gunter Demnig in Wermsdorf verlegt wurde.

## Hintergrund
Mit diesem Gedenkstein soll Opfern des Nationalsozialismus gedacht werden, die in Wermsdorf lebten und wirkten. Die Verlegung der Stolperschwelle erfolgte am 7. Mai 2024 im Ergebnis von Recherchen zu den NS-Euthanasieverbrechen in der ehemaligen Heil- und Pflegeanstalt Hubertusburg, die 20 Schülerinnen und Schüler der 10. bis 12. Klassenstufe des Thomas-Mann-Gymnasium Oschatz im Rahmen von Projektworkshops durchführten.

## Stolperschwelle in Wermsdorf
| Stolperschwelle   | Standort                      | Verlegedatum | Inschrift |
| ----------------- | ----------------------------- | ------------ | --- |
| Weitere Bilder \| | An der Hubertusburg 63 (Lage) | 7. Mai 2024  | Landesheil- und Pflegeanstalt Hubertusburg 1933–1945 Seit 1933 wurden hier mindestens 120 Menschen zwangssterilisiert Mindestens 1706 Patienten wurden 1940 im Rahmen der 'Aktion T4' 'zwangsverlegt' Waldheim, Arnsdorf, Zschadrass und andere Sächsische Anstalten Ermordet in Brandenburg/Havel und Pirna-Sonnenstein Mindestens 835 Patienten starben in Folge mangelnder medizinischer Versorgung |